# Content (media)
In publicaties, kunst en communicatie is content (inhoud) de informatie en ervaringen die gericht zijn op een eindgebruiker of publiek. Content is wordt uitgedrukt door middel van een medium, zoals audio, afbeeldingen, video, schrift, of andere kunsten. Content kan worden geleverd via diverse media, waaronder internet, televisie, audio-cd's, boeken, tijdschriften, en live-evenementen zoals conferenties of podiumoptredens.

## Technologische effecten op content
Traditioneel gezien werd content bewerkt en aangepast aan het publiek door middel van nieuwsredacteurs, auteurs, en andere soorten contentmakers. Nieuwe technologieën zorgen voor directe informatiestromen vanuit elke hoek naar elk punt op hetzelfde moment. Deze nieuwe technologieën kunnen gebeurtenissen overal opnemen voor publicatie om zo een mondiaal publiek te bereiken op kanalen zoals videowebsite YouTube.
Content is hiermee niet langer een product van uitsluitend gerenommeerde bronnen; nieuwe technologie heeft de primaire contentbronnen toegankelijker gemaakt voor iedereen. Bijvoorbeeld een politicus die een toespraak geeft, in vergelijking met een artikel geschreven door een verslaggever die de toespraak heeft gezien.
Mediaproductie en aflevertechnologie kan mogelijk de waarde van de content verbeteren door opmaak, filteren en het combineren van originele contentbronnen voor een nieuw publiek met nieuwe contexten.

## Digitale content
Digitale content is elke content die bestaat in de vorm van digitale gegevens. Digitale content wordt opgeslagen op analoge of digitale gegevensdragers in een specifiek formaat. Enkele vormen van digitale content zijn uitzendingen, streaming media, of een computerbestand (downloadbare inhoud).
Digitale content is de afgelopen jaren sterk gegroeid toen meer mensen toegang kregen tot het internet. Hierdoor kunnen mensen het nieuws of televisie online bekijken. Daarnaast leidde het ook tot massapublicatie van digitale boeken (e-boek of e-book) en weblogs.

## Kritiek
Terwijl marketing- en mediabelangen de term 'content' ruimschoots hebben aangenomen, klagen sommige schrijvers over de inherente dubbelzinnigheid van de term. Anderen beweren dat de term het werk van auteurs devalueert, of een valse analogie van informatie opzet als materiële objecten dat een vooroordeel schept in elke discussie waarbij het woord content wordt gebruikt. Anderen betogen dat het het werk van auteurs overdrijft.